# بابوفیسم
بابوفیسم (فرانسوی: babeufisme) نام جنبشی انقلابی در فرانسه (قرن ۱۸) به رهبری فرانسوا نوئل بابوف که هدف آن ایجاد جمهوری برابری بود (رفتار یکسان با همه افراد در همه امور اجتماعی).
این جنبش نام خود را از رهبر خود، فرانسوا نوئل بابوف (۱۷۶۵-۹۷) گرفته است. بابوف و یارانش در ۱۷۹۶ «توطئهٔ برابران» را برای برانداختن حکومت طرح کردن که اوج این جنبش بود. اما توطئه کشف شد و بابوف را در ۱۷۹۷ با گیوتین گردن زدند. بابوف‌ها، وارثان ایدئولوژیک ماده‌باوری (ماتریالیسم) قرن هجدهم فرانسه و اندیشه‌های انقلابی آن روزگار و نمایندهٔ تندروترین گرایش‌ها در انقلاب فرانسه بودند. بابوفیسم نخستین کوشش برای تبدیل سوسیالیسم به نظریه جنبش انقلابی بود. بابوفی‌ها برای «جمهوری برابران» خود نظام کاملی از مقررات و قوانین برای بهبود وضع تهیدستان و چیرگی بر مقاومت‌های نیروهای ضدانقلابی پیش‌بینی کرده بودند. اندیشهٔ برقرار کردن «دیکتاتوری زحمتکشان» پس از  پیروزی انقلاب نیز از این گروه است.
جنبش مانوئل بابوف طی حمله یگان ارتش فرانسه از بین رفت که فرماندهی آن یگان را افسر جوانی به نام ناپلئون بناپارت بر عهده داشت.